# Castell d'Argençola
El castell d'Argençola és una fortalesa medieval situada al municipi d'Argençola (Anoia), al cim d'un turó, a l'interfluvi de les rieres de Clariana i del Molí, del costat de l'església de Sant Llorenç. Està catalogat com a Bé Cultural d'Interès Nacional per la Generalitat.

## Història
El terme d'Argençola apareix documentat per primera vegada l'any 1012. El castell com a tal és esmentat més tard, el 1031, any de la mort de Màger, germà d'Ermermir de Castellet i senyor d'Argençola, Rocamora i Clariana que va ajudar en el repoblament de la comarca de l'Anoia durant la Reconquesta. El seu testament sacramental fou jurat a l'església de Sant Llorenç, dins del recinte del castell.
El 1032 fou devastat per una escomesa sarraïna i no se'l torna a referenciar fins al segle xii (1174), llavors vinculat al llinatge dels Clariana. Consta en un document que Berenguera, esposa de Ramon de Cervelló, cedí al seu germà Berenguer de Clariana dos mil sous de Barcelona que tenia en el castell d'Argençola per tal que els donés al monestir de Sant Cugat del Vallès. El 1196 es troba documentat un personatge cognomenat d'Argençola, versemblantment vinculat a la castlania del castell.
A l'inici del segle xiii la possessió restava en poder de Bernat de Balsareny que en testar el 1202 el traspassà al seu fill Bernat. Es desconeix com passà la propietat als Aguiló però el 1252 Guillem d'Aguiló ven en franc alou el castell al rei Jaume I. Al segle xiv la fortalesa passa de mans reials a mans privades, atès que Pere el Cerimoniós vengué tota la jurisdicció del castell a Acard de Talarn. Traspassat el 1351 als Argençola, els quals van donar nom al municipi. El 1472 n'era senyor Ferran de Talavera. Al segle xvii el posseïa Francesc d'Argençola
Al segle xviii el seu propietari Jeroni de Rocabertí i d'Argençola va ser nomenat marquès d'Argençola. Posteriorment el marquesat passà a diverses famílies: als Pinelli, als Pignatelli i actualment als Sarriera.

## Descripció
De l'antic castell, ara totalment en ruïnes envoltades per un seguit de murs més o menys esfondrats, en resten alguns elements escampats a pla terreny, sense sobresortir del nivell del sòl. La seva planta seguia l'orografia del turó en el qual se situa. Hi havia un recinte sobirà i un de jussà tancat per les muralles.
En primer lloc cal fer esment el basament d'una torre rodona que tindria aproximadament les mides següents: un diàmetre extern de 7,30 metres, un diàmetre intern de 1,70 metres i uns 2,85 m de gruix de mur. L'aparell del parament intern és fet amb blocs de pedra no gaire grans, ben escantonats i disposats en filades horitzontals. A frec de la torre hi ha les restes d'una dependència de perímetre irregular, tendent a forma ovoide amb un mur perforat per una porta delimitada amb llinda de fusta L'aparell constructiu és semblant al de la torre. També es conserva una construcció rectangular coberta amb volta de pedra amb una obertura a la part superior. Podria ser una cisterna.
La resta d'enderrocs, o bé romanen colgats o s'han usat de pedrera. Part de les pedres d'aquest castell van ser utilitzades en la reconstrucció de l'església parroquial de Sant Llorenç d'Argençola.
La torre rodona i potser alguna altra construcció poden ser datades als segle xi o XII; d'altres restes ja són d'època gòtica.